# Piekarska Góra
Piekarska Góra (515 m) – pokryte lasem wzniesienie górujące nad Gawełdowem, przysiółkiem miejscowości Iwkowa na Pogórzu Wiśnickim, stanowiące część tzw. Pasma Szpilówki. Przebiega przez nie dział wodny pomiędzy zlewniami Uszwicy i Dunajca, a także granica Wiśnicko-Lipnickiego Parku Krajobrazowego. Z północnych stoków Piekarskiej Góry (znajdujących się na obszarze Wiśnicko-Lipnickiego Parku Krajobrazowego) spływa Piekarski Potok uchodzący do Uszwicy, dnem doliny u podnóży stoków południowych płynie Bela uchodząca do Łososiny (zlewnia Dunajca).
W 1864 roku na niewielkiej polance na szczycie Piekarskiej Góry ustawiono dębowy krzyż upamiętniający uczestnictwo okolicznych mieszkańców w powstaniu styczniowym. Na murszejący już i pochylony krzyż zwrócił uwagę wędrujący zielonym szlakiem turystycznym biskup Wiktor Skworc. Z jego inicjatywy parafie Iwkowej, Lipnicy Murowanej i Rajbrotu odnowiły krzyż i 3 maja 2010 r. ponownie ustawiły go w tym samym miejscu. Obok niego zamontowano tablicę informacyjną i kamień pamiątkowy, a dla turystów ustawiono wiatę i ławki. 3 maja odbywają się przy krzyżu uroczystości religijno-patriotyczne.

## Szlaki turystyczne
Przez całe Pasmo Szpilówki biegnie zielony szlak turystyczny. Na Piekarskiej Górze krzyżują się z nim dwie ścieżki dydaktyczne
 – z Rajbrotu przez Dominiczną Górę (468 m), Piekarską Górę (515 m), Szpilówkę (516 m), Bukowiec (494 m) i Machulec (483 m) do Czchowa.
 – do bacówki Biały Jeleń. Czas przejścia 1 godz 15 min
 – do centrum Iwkowej

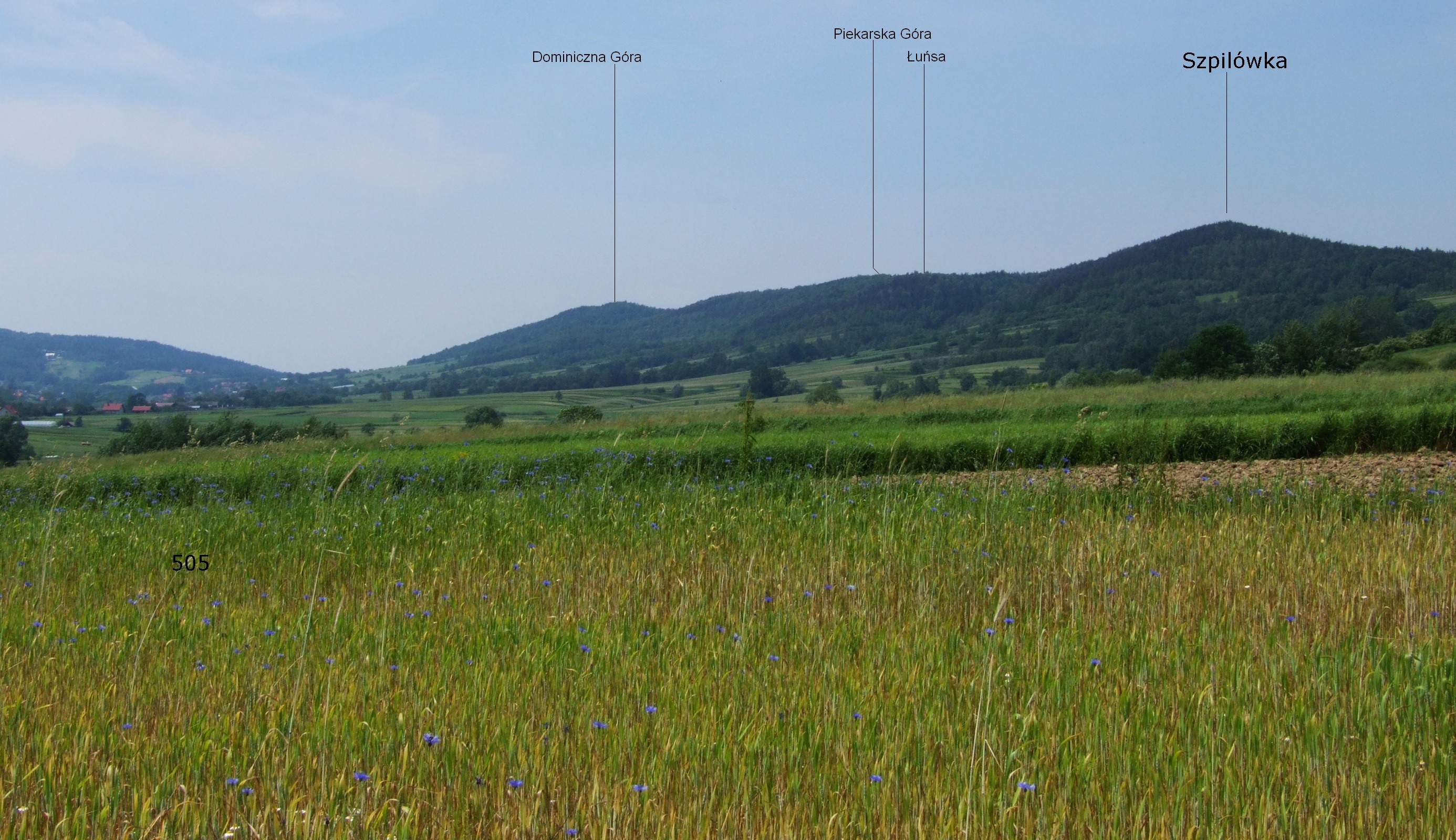
Widok na Piekarską Górę z Iwkowej
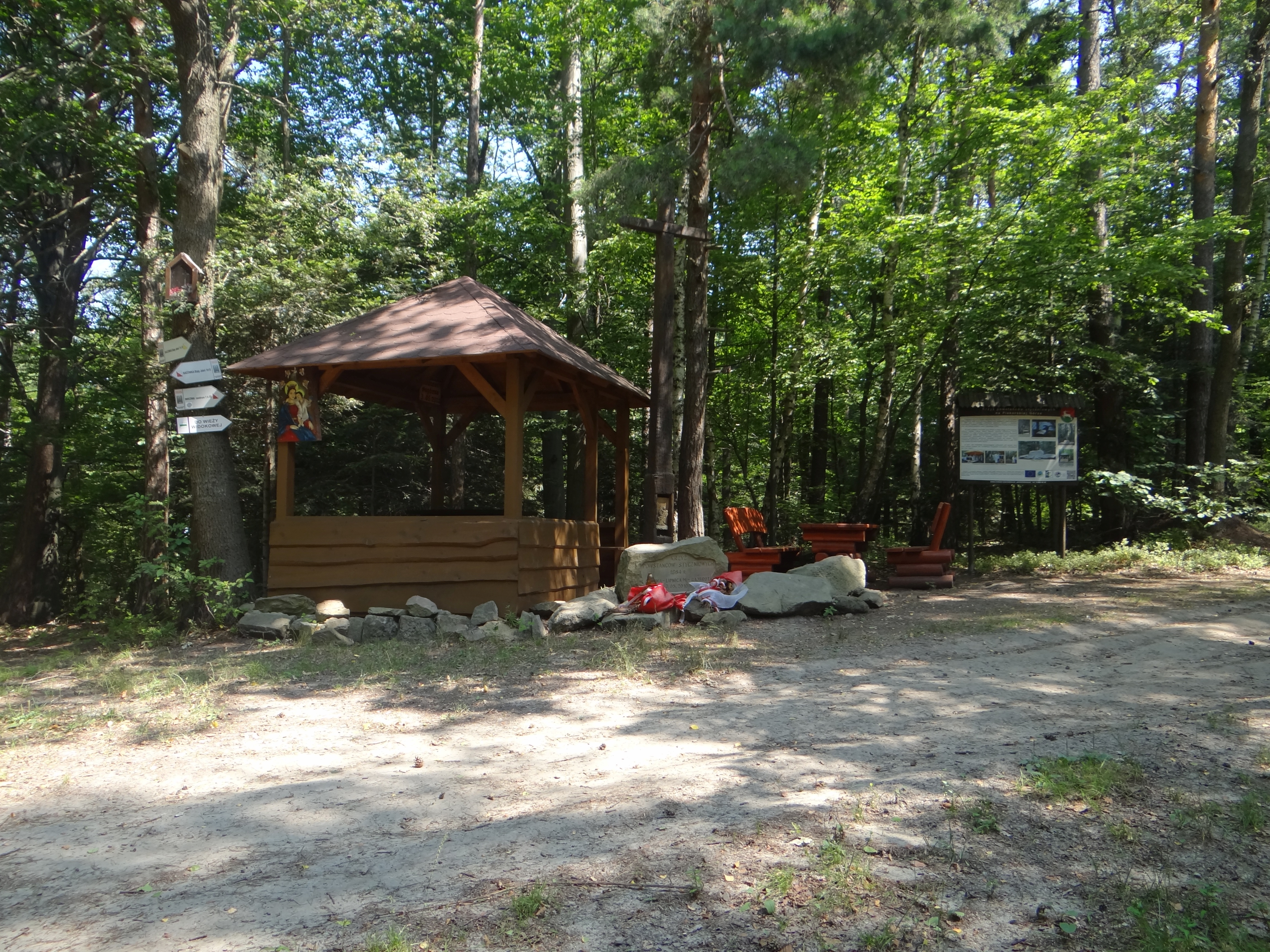
Na szczycie Piekarskiej Góry
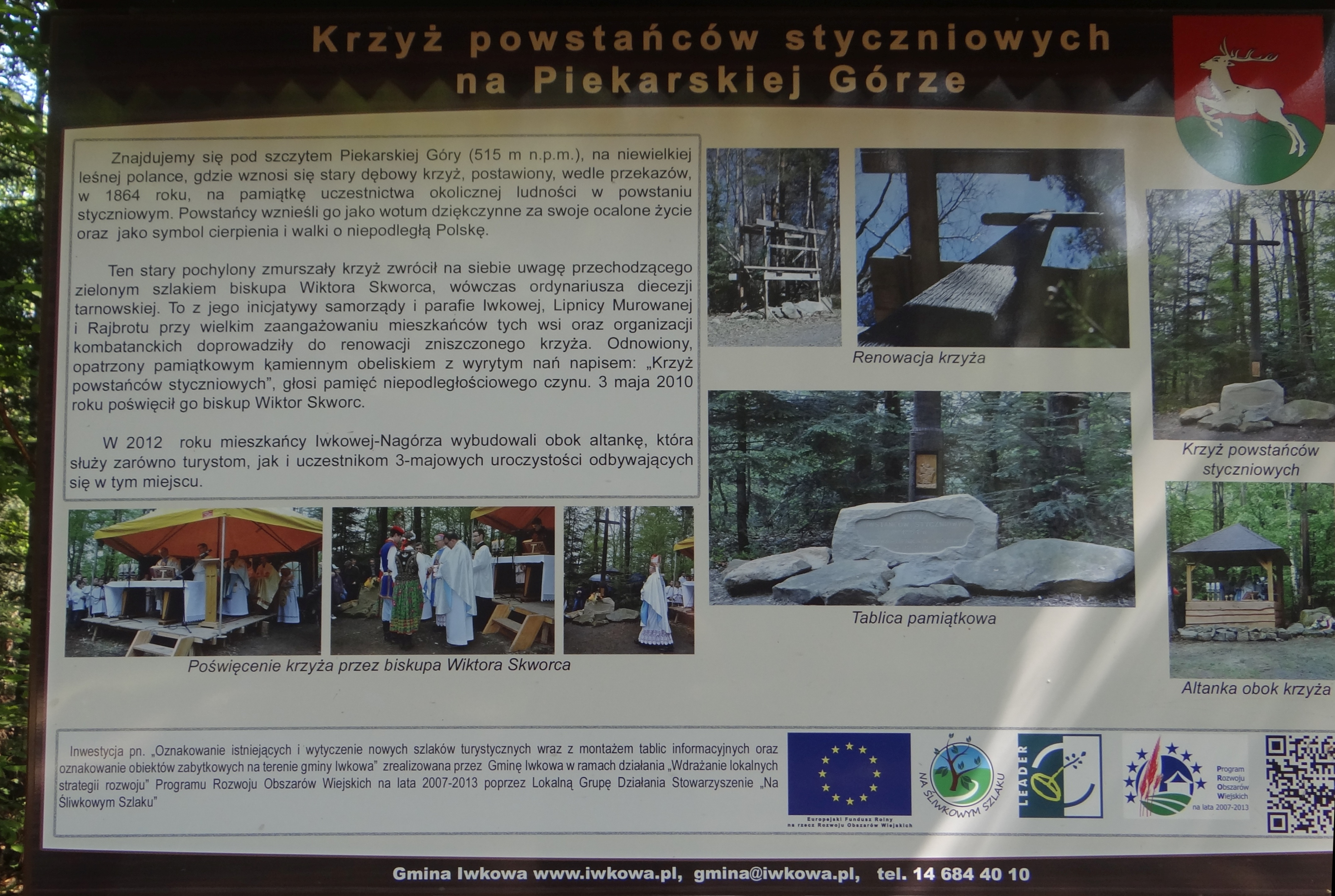
Tablica informacyjna
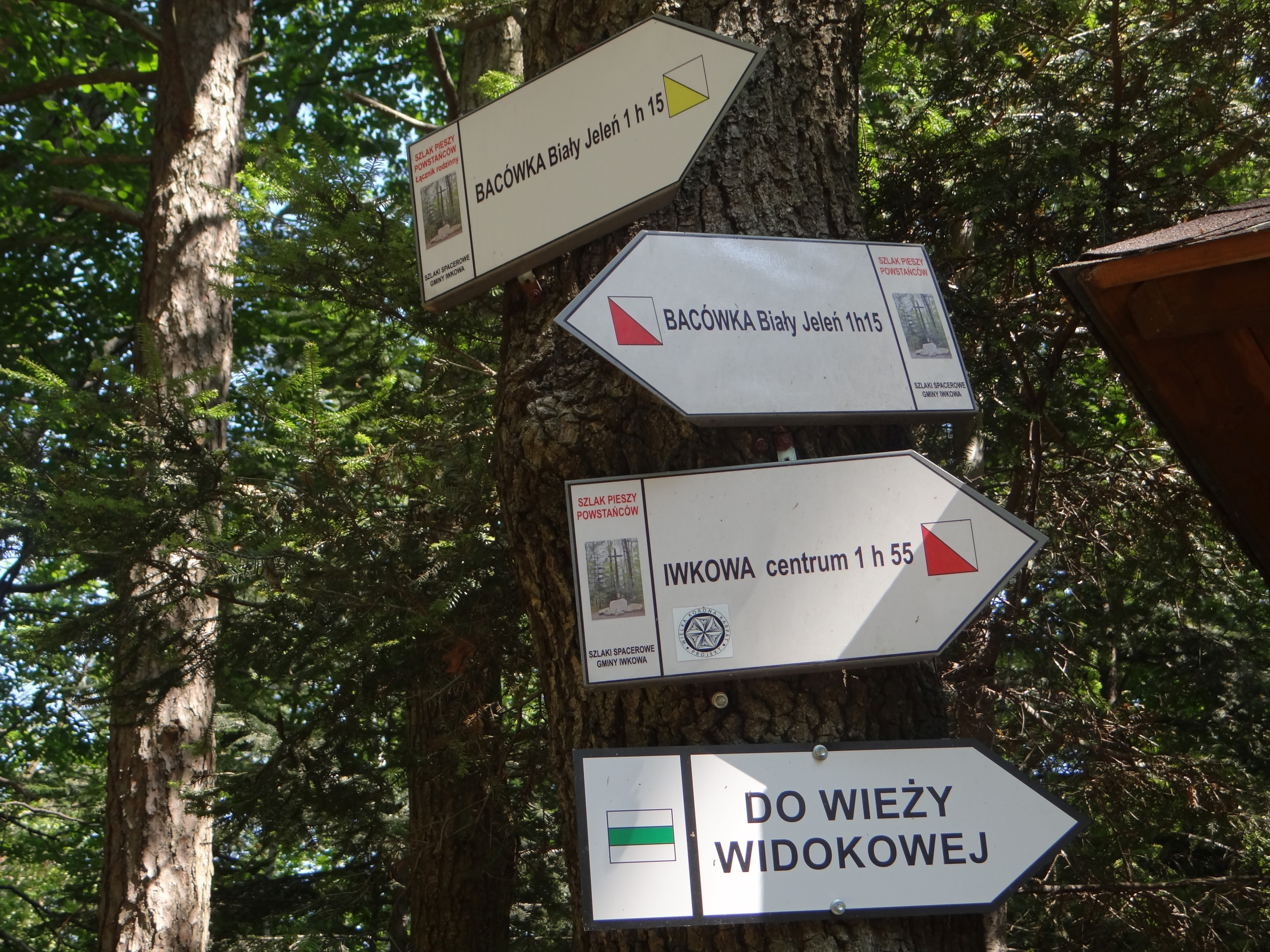
Tabliczki turystyczne